# نيوزيلندا في الألعاب الأولمبية الصيفية 2012
نيوزيلندا دخلت في الألعاب الأولمبية الصيفية 2012 في لندن، المملكة المتحدة من 27 يوليو إلى 12 أغسطس 2012. وأحرزت 13 ميدالية 6 منها ذهب